# اردنه‌سانت
شهرستان اِردِنه‌سانت (به زبان مغولی: Эрдэнэсант сум، [Erdenesant sum]؛ ᠡᠷᠳᠡᠨᠢ ᠰᠠᠩᠲᠤ ᠰᠤᠮᠤ، [erdeni saŋtu sumu]) یک شهرستان (سُوم) در مغولستان است که در استان توف واقع شده‌است.

## تقسیمات اداری
شهرستان اِردِنه‌سانت متشکل از ۵ قصبه (باغ) می‌باشد، شامل:
- اوغالجات (مغولی: Угалзат баг، [Ugalzat bag]؛ ᠤᠭᠠᠯᠵᠠᠲᠤ ᠪᠠᠭ، [uɣaljatu baɣ])
- اولان‌خوداغ (مغولی: Улаанхудаг баг، [Ulaanxudag bag]؛ ᠤᠯᠠᠭᠠᠨ ᠬᠤᠳᠳᠤᠭ ᠪᠠᠭ، [ulaɣan qudduɣ baɣ])
- بارغیلت (مغولی: Баргилт баг، [Bargilt bag]؛ ᠪᠠᠷᠭᠢᠯᠲᠠ ᠪᠠᠭ، [barɣilta baɣ])
- بایان‌اُول (مغولی: Баян-Уул баг، [Bajan-Uul bag]؛ ᠪᠠᠶ᠋ᠠᠨ ᠲᠦ᠋ᠮᠡᠨ ᠪᠠᠭ، [bayan aɣula baɣ])
- بویانت (مغولی: Буянт баг، [Bujant bag]؛ ᠪᠤᠶ᠋ᠠᠨᠲᠤ ᠪᠠᠭ، [buyantu baɣ])